# 로동자신문
《로동자신문》(勞動者新聞, 표준어: 노동자신문)은 조선민주주의인민공화국의 일간 신문으로 조선직업총동맹 중앙위원회의 기관지이다. 본부는 평양시에 있으며, 편집장은 리송주이다. 조선민주주의인민공화국의 노동자들의 노동 상황, 국가 산업, 경제 및 무역의 발전에 관한 보고를 담당한다.

## 같이 보기
- 조선민주주의인민공화국의 신문
- 조선민주주의인민공화국의 통신